# Administrativní dělení Walesu
Wales je jednou ze zemí Spojeného království Velké Británie a Severního Irska. Rozkládá se západně od Anglie na západě ostrova Velké Británie.
Historickým základem správního členění Walesu bylo 13 tradičních hrabství, která byla základem i pro administrativní členění podle zákona o místní správě z roku 1888, které platilo od roku 1889 až do roku 1974. Toto členění bylo na základě zákona o místní správě z roku 1972 nahrazeno osmi novými hrabstvími, dále členěnými na distrikty. Tato úprava platila v letech 1974 až 1996; od 1. dubna 1996 je ve Walesu zavedeno jednostupňové administrativní členění na 22 správních oblastí, které se již nečlení na distrikty, ale pouze na obce a města. 

## Tradiční hrabství
Území Walesu se člení na 13 tradičních či historických hrabství. Mají značný kulturní a geografický význam, a od svého vzniku až do roku 1974 vždy byly základem správního členění Walesu. Dodnes se podle nich také vedou biologické záznamy, což ulehčuje srovnávání biodiversity různých částí Walesu během různých období.
Je nejasné, zdali k Walesu před rokem 1974 náleželo území hrabství Monmouthshire: toto hrabství se nachází západně od Offova valu a řeky Wye, tradičních hranic Walesu, a z mnoha důvodů se přiřazovalo k Walesu, pro jiné se zase počítalo mezi anglická hrabství. Nicméně zákon o místní správě z roku 1972 tuto nejasnost vyřešil a potvrdil Monmouthshire jako součást Walesu.
Existuje však malý spor, jestli jsou platné hranice tradičních hrabství podle stavu před 20. říjnem 1844 nebo po 20. říjnu. Roku 1844 totiž přijal britský parlament zákon Counties (Detached Parts) Act 1844, jimž se s platností od 20. října 1844 údajně rušily některé exklávy. Jednou z nich byla Welsh Bicknor, která byla enklávou Monmouthshiru mezi Gloucestershirem a Herefordshirem, a byla tedy obklopena anglickým územím. Naopak Maelor Saesneg (angl. Maelor), jež byla exklávou hrabství Flintshire, zůstala tímto zákonem zcela nedotčena.
Toto členění se stalo podkladem i pro správní členění z let 1889–1974.
| Tradiční hrabství |
| 1. Monmouthshire (Sir Fynwy) 2. Glamorgan (Sir Forgannwg) 3. Carmarthenshire (Sir Gaerfyrddin) 4. Pembrokeshire (Sir Benfro) 5. Cardiganshire (Sir Aberteifi) 6. Brecknockshire (Sir Frycheiniog) 7. Radnorshire (Sir Faesyfed) 8. Montgomeryshire (Sir Faldwyn) 9. Denbighshire (Sir Ddinbych) 10. Flintshire (Sir y Fflint) 11. Merionethshire (Sir Feirionnydd) 12. Caernarvonshire (Sir Gaernarfon) 13. Anglesey (Sir Fôn) |

## Administrativní hrabství (1889 - 1974)
1. dubna 1889 začal platit zákon o místní správě z roku 1888. Podkladem pro toto členění se stalo členění na tradiční hrabství, s několika inovacemi v podobě městských hrabství. Členění na dosavadní tradiční hrabství však i nadále používala například pošta a tak tradiční hrabství plnila funkci poštovních hrabství.
1. Monmouthshire
2. Glamorganshire (Glamorgan)
3. Carmarthenshire
4. Pembrokeshire
5. Cardiganshire
6. Brecknockshire (Breconshire)
7. Radnorshire
8. Montgomeryshire
9. Denbighshire
10. Flintshire
11. Merionethshire (Merioneth)
12. Caernarfonshire
13. Anglesey (Ynys Môn)

Dále se zde nacházela 4 městská hrabství (v závorce je uvedeno tradiční hrabství):
- Cardiff, (Glamorganshire)
- Swansea, (Glamorganshire)
- Merthyr Tydfil, (Glamorganshire)
- Newport, (Monmouthshire)

## Administrativní hrabství (1974 - 1996)
1. dubna 1974 byla stávající administrativní hrabství na základě kontroverzního zákona o místní správě z roku 1972 nahrazena osmi novými hrabstvími, dále členěnými na distrikty. Všechna hrabství dostala výlučně velšské názvy, s výjimkou hrabství na území dosavadního Glamorganu, která vedle velšských názvů dostala také anglické názvy. Hranice nových hrabství se již většinou vůbec nedržely hranic tradičních velšských hrabství, která přestala existovat jako poštovní hrabství a již nebyla vyobrazována na mapách.
| 1. Gwent 2. South Glamorgan (De Morgannwg) 3. Mid Glamorgan (Morgannwg Ganol) 4. West Glamorgan (Gorllewin Morgannwg) 5. Dyfed 6. Powys 7. Gwynedd 8. Clwyd |

Členění na distrikty vypadalo následovně:
- Clwyd — Alyn and Deeside, Colwyn, Delyn, Glyndwr, Rhuddlan, Wrexham
- Dyfed — Carmarthen, Ceredigion, Dinefwr, Llanelli, Preseli, South Pembroke
- Gwent — Blaenau Gwent, Islwyn, Monmouth, Newport, Torfaen
- Gwynedd — Aberconwy, Arfon, Dwyfor, Meirionnydd, Anglesey
- Mid Glamorgan — Cynon Valley, Ogwr, Merthyr Tydfil, Rhondda, Rhymney Valley, Taff–Ely
- Powys — Brecon, Montgomery, Radnor
- South Glamorgan — Cardiff, Vale of Glamorgan
- West Glamorgan — Lliw Valley, Neath, Port Talbot, Swansea

Když byla tato hrabství k 1. dubnu 1996 zrušena, byla s nepatrnými změnami zachována pro ceremoniální účely jako místní obdoba anglických ceremoniálních hrabství, a stala se známá jako zachovaná velšská hrabství (Preserved counties of Wales). Roku 2003 pak došlo k úpravám jejich hranic zajišťujícím, aby žádná z velšských správních oblastí nebyla rozdělena mezi více těchto celků.

## Správní oblasti od roku 1996
| Od 1. dubna 1996 je ve Walesu zavedeno jednostupňové administrativní členění na 22 správních oblastí (unitary authority, plurál: unitary authorities), které se již nečlení na distrikty, ale pouze obce a města. Tyto celky tak mají kompetence hrabství i bývalých distriktů. Z těchto 22 celků je 9 hrabství (County), 3 města (Cities)*, a 11 městských hrabství (County Boroughs)†. Všechny tyto celky však mají jinak stejný status. V závorkách jsou názvy ve velštině, pokud se liší od anglických: 1. Merthyr Tydfil (Merthyr Tudful) † 2. Caerphilly (Caerffili) † 3. Blaenau Gwent † 4. Torfaen † 5. Monmouthshire (Sir Fynwy) 6. Newport (Casnewydd) * 7. Cardiff (Caerdydd) * 8. Vale of Glamorgan (Bro Morgannwg) † 9. Bridgend (Pen-y-bont ar Ogwr) † 10. Rhondda Cynon Taf † 11. Neath Port Talbot (Castell-nedd Port Talbot) † 12. Swansea (Abertawe) * 13. Carmarthenshire (Sir Gaerfyrddin) 14. Ceredigion 15. Powys 16. Wrexham (Wrecsam) † 17. Flintshire (Sir y Fflint) 18. Denbighshire (Sir Ddinbych) 19. Conwy † 20. Gwynedd 21. Isle of Anglesey (Ynys Môn) 22. Pembrokeshire (Sir Benfro) |

Přerozdělení bývalých distriktů mezi současné správní oblasti vypadá následovně:
| Správní oblast    | Bývalé distrikty                                                |
| ----------------- | --------------------------------------------------------------- |
| Anglesey          | Anglesey                                                        |
| Blaenau Gwent     | Většina distriktu Blaenau Gwent                                 |
| Bridgend          | většina distriktu Ogwr                                          |
| Caerphilly        | Islwyn, Rhymney Valley                                          |
| Carmarthenshire   | Carmarthen, Llanelli, Dinefwr                                   |
| Cardiff           | Cardiff, část distriktu Taff–Ely                                |
| Ceredigion        | Ceredigion                                                      |
| Conwy             | Aberconwy, většina distriktu Colwyn                             |
| Denbighshire      | Rhuddlan, části distriktů Glyndwr a Colwyn                      |
| Flintshire        | Alyn and Deeside, Delyn                                         |
| Gwynedd           | Arfon, Dwyfor, Meirionnydd                                      |
| Merthyr Tydfil    | Merthyr Tydfil                                                  |
| Monmouthshire     | Monmouth, část distriktu Blaenau Gwent                          |
| Neath Port Talbot | Neath, Port Talbot, část distriktu Lliw Valley                  |
| Newport           | Newport                                                         |
| Pembrokeshire     | Preseli, South Pembrokeshire                                    |
| Powys             | Montgomeryshire, Radnorshire, Brecknock, část distriktu Glyndwr |
| Rhondda Cynon Taf | Rhondda, Cynon Valley, většina distriktu Taff-Ely               |
| Swansea           | Swansea, část distriktu of Lliw Valley                          |
| Torfaen           | Torfaen                                                         |
| Vale of Glamorgan | většina distriktu Vale of Glamorgan                             |
| Wrexham           | většina distriktu Wrexham, část distriktu Glyndwr               |